# Новий ринок (Одеса)
46°29′16″ пн. ш. 30°43′28″ сх. д. / 46.487666666667° пн. ш. 30.724444444444° сх. д.
Новий ринок, також Новий базар — один з найбільших продуктово-побутових ринків в Одесі. Розташований у центральній частині міста.

## Історія
На перших планах міста в районі існуючого у теперішній час Нового базару була розпланована площа, що отримала згодом найменування «Херсонська». Перші згадки про Херсонську площу відносяться до 1780-х років. У 1812 році почалося формування на її території «нового» ринку (цей ринок був новим по відношенню до раніше сформованих грецького та вільного ринків). У 1840-х роках за проектом архітектора М. С. Козлова на території базару звели перші двоповерхові торгові будівлі з відкритими галереями. А вже наприкінці 1890-х років тут звели корпуси критих ринків з просторими високими залами під заскленою покрівлею, за якими по всій площі були розкидані магазинчики, дріб'язкові крамниці, борошняні лабази, рундуки, лотки, будки. Тут великодосвідчені одеські господині неквапливо прицінювалися, прискіпливо вибирали, терпляче торгувалися і, нарешті, купували дари щедрої землі і моря, а селянський люд після щасливої торгівлі обзаводився галантереєю, мануфактурою, взуттям, посудом, гостинцями для дітей.
У 1840-х роках на Херсонській площі почалося будівництво Стрітенської церкви. Закладка храму відбулася 23 квітня 1842, а 28 вересня 1847 року — його освячення. Храм став головним для торговців і міщан, які переважали серед населення, що проживало в районі Нового базару. У 1930-х роках Стрітенська церква була зруйнована.
У протоколах Будівельного комітету за 1910 рік площа згадується під назвами Херсонська, Новий ринок, Вільний ринок. Будівництво критих корпусів Новобазарного ринку було розпочато 1896 року. Автором проекту став архітектор Аркадій Дмитрович Тодоров, конкурсна робота якого була визнана найкращою. Згідно з проектом, на площі мало з'явитися каре з чотирьох Г-подібних корпусів, поздовжніми сторонами орієнтованими на Торгову і Кінну вулиці. По осі Коблевської вулиці між корпусами повинні були бути влаштовані проїзди на площу. У результаті були зведені два корпуси вздовж фронту Торгової вулиці, щодо яких в ілюстрованому путівнику за 1911 рік зазначено:
Криті ринки Нового базару складають свого роду пам'ятки Одеси, по-перше тому, що представляють досить доцільне приміщення для великого базару, по-друге, як зразок міської будівлі, побудова якої триває вже понад 15 років та ніяк не може бути закінчена. На першому плані при влаштуванні ринку малися на увазі санітарія та гігієна: мармурові столи, металеві гаки, асфальтовані підлоги, велика кількість води, маса світла і інше. Тут же (у вежі) поміщається міська хімічна лабораторія для дослідження харчових продуктів, мікроскопічна станція тощо. Під залом — обширні приміщення і холодильники для збереження продуктів у спеку року. Загальна довжина корпусів по Торговій вулиці дорівнює приблизно 100 сажнів і, крім того, з кожного боку всієї будівлі під прямим кутом на площу йдуть бічні частини мають близько 35 сажнів довжини. Внутрішня ширина ринків — 12 сажнів. Фасади будинку добре витримані в стилі відродження і відрізняються добрими архітектурними пропорціями.
Заплановані до спорудження дві інші корпуси зведені не були через високу вартість будівельних робіт.

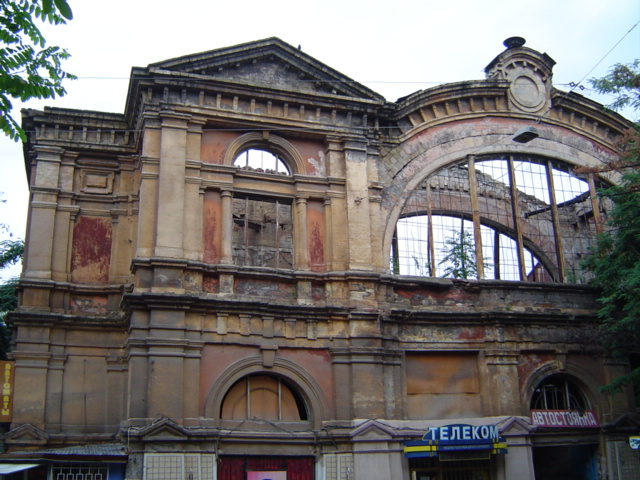
Криті ринки на території Нового базару до реконструкції

Колись деякі мешканки Торгової вулиці бажали підзаробити та промишляли так званими «домашніми обідами», іншим словами, влаштовували в себе на квартирі подобу їдальні, якою користувалися самотні холостяки, молодята, що не бажали обтяжуватися кухонними турботами, звикла до домашньої їжі заїжджа публіка, іногородні студенти тощо. А сьогодні такі «домашні обіди» скрізь і вздовж торгових рядів Нового базару заповзятливі громадяни розвозять на візках чай, каву, печиво, борщ, котлети, біфштекси, попереджувально оголошуючи в повітря пронизливими вигуками «ноги!».
Оригінальні за типологією та конструкцією схеми критого корпусу Новобазарного ринку визначили в кінці XIX століття характер забудови прилеглих кварталів і значно вплинули на будівництво подібних споруд в інших містах.
Спочатку в корпусі, розташованому праворуч від проїзду, передбачалися торгівля м'ясними продуктами, а ліворуч — молочними продуктами та рибою. Після революції 1917 року в м'ясному корпусі Нового ринку була розміщена стайня 51-ї дивізії. У 1928 року ринок був переданий робітникові кооперативу «Церабкооп». Згодом ринок «Новий» весь час перебував у комунальній власності. На початку 1980-х років один з головних корпусів ринку був майже повністю знищений в результаті пожежі.
У 1997 році Новий ринок був приватизований концерном «Веселка» — першим з великих ринків Одеси. Після приватизації почалася повномасштабна реконструкція ринку, яка триває донині. Про одеський Новий базар писали у своїх творах багато письменників, у тому числі Костянтин Паустовський, Едуард Багрицький, Юрій Олеша, Володимир Сосюра.